# Michael Grady
Michael Grady (Pittsburgh, 22 de outubro de 1996) é um remador estadunidense, campeão olímpico.

## Carreira
No Campeonato Mundial Sub-23 de 2018 em Poznań, Grady fez parte da seleção dos EUA que conquistou o ouro nos oito com. Nas Olimpíadas de 2021 em Tóquio, ele terminou em quinto lugar em quatro sem timoneiro junto com Andrew Reed, Anders Weiss e Clark Dean.
Nos Jogos Olímpicos de Verão de 2024, em Paris, conquistou a medalha de ouro na competição de quatro sem masculino, ao lado de Nick Mead, Justin Best e Liam Corrigan com o tempo de 5:49.03.